# District de Mâcon
Le district de Mâcon est une ancienne division territoriale française du département de Saône-et-Loire de 1790 à 1795.
Il était composé des cantons de Mâcon, Charnai, Cluny, Guinchai, Jouvence, Lugny, Roche Vineuse, Salornay sur Guye, Tournus et Tramaye.